# Île de Salamanca
L'île de Salamanca est une île continentale du département colombien de Magdalena, formée par la Mer des Caraïbes, le río Magdalena et le sanctuaire de faune et de flore du grand marais de Santa Marta.
En 1964, l'île a été déclarée aire protégée de Colombie, officiellement connue sous le nom de Vía Parque Isla de Salamanca. La route reliant Barranquilla à la municipalité de Ciénaga, construite dans les années 1950, a causé de graves dommages à l'écosystème de la mangrove de l'île, empêchant l'échange de l'eau salée de la mer avec la douce du marais.